# 逆転層

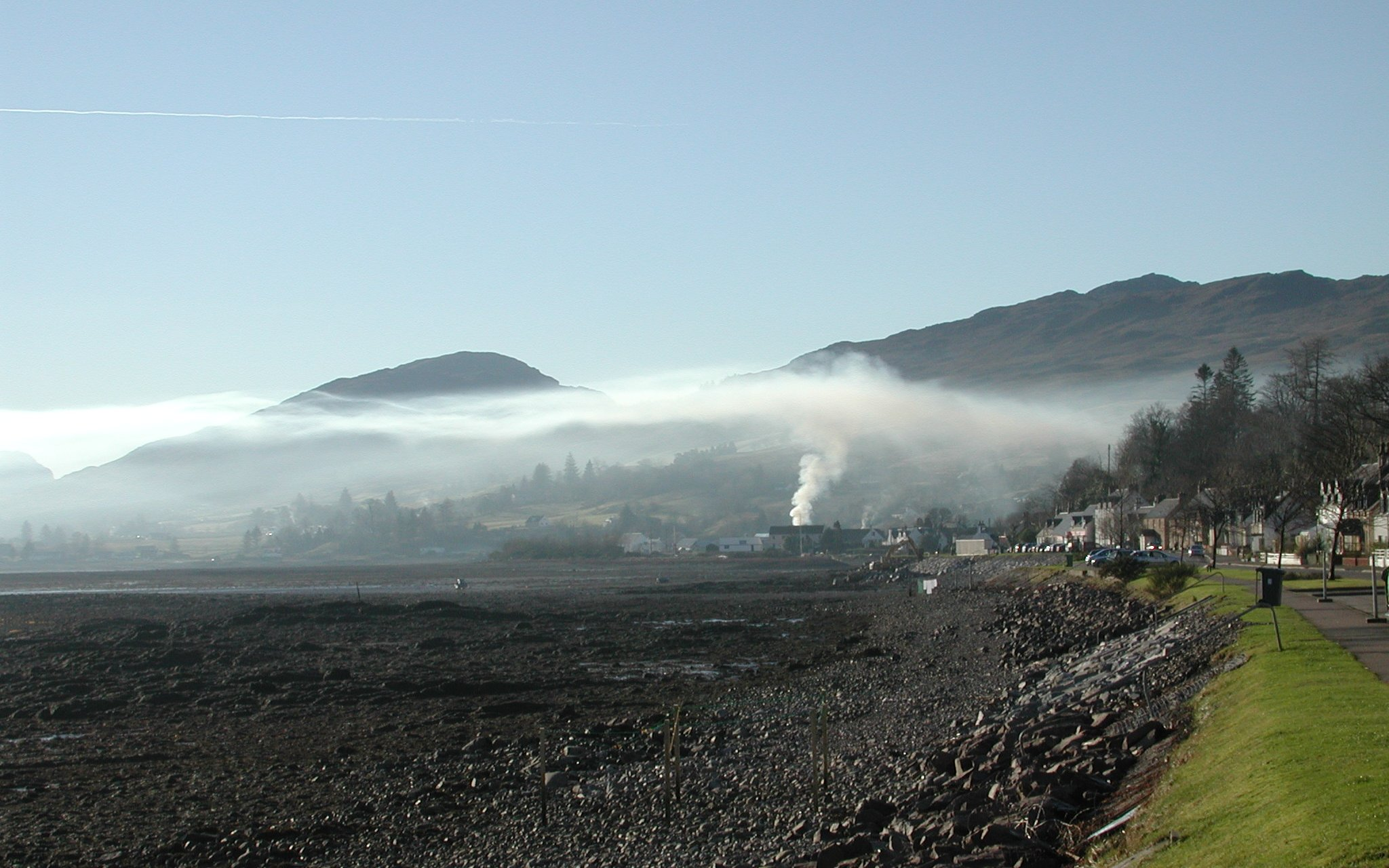
逆転層に抑えられて立ち昇る煙が横に広がっている様子

逆転層（ぎゃくてんそう）は気象学用語のひとつ。気象学において逆転とは、高度に伴う大気の性質、特に気温の変化が通常と異なる現象（気温逆転）であり、普通ならば高度の上昇にともない気温が低下するはずなのに、逆に上昇していることをいう。これが起こる層を逆転層（ぎゃくてんそう）と呼ぶ。
一般に高温の大気は密度が低いため上に移動し、対流が起こる。しかし逆転層があると上の方が密度が低いため、対流は起こらない。従って逆転層によって地表近くの大気がトラップされ、濃霧になったり、また激しいスモッグにより健康被害が起こることもある。逆転層により、遠くの音が大きく聞こえることが多く（異常聴域）、また電波伝播に異常が見られることもある。なお逆転層では蜃気楼が起こりやすくなる。対流の抑制が何らかの理由で破られると、湿度の高い空気が対流を起こすことで激しい雷雨になることもある。

## 成因

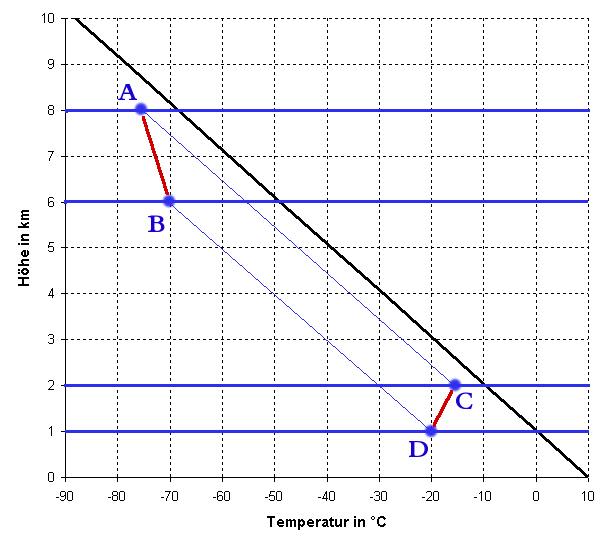
対流圏の気温（横軸）と高度（縦軸）の関係を示したグラフ。黒の直線は通常の気温変化を表す。赤の線分D-Cは上昇に伴い気温が上昇する、気温逆転時の気温変化を表す。

逆転層は、特に秋・冬の夜間に風が弱いとき、放射冷却で地表面温度が低下することによって形成されやすい（接地逆転層）。
また風がある場合に冷えた地表・海面の上に温かい大気が流れ込んで発生することもある（移流逆転層）。
高気圧による下降気流で断熱圧縮が起こり、その結果ある程度の高度（2km程度）に気温の高い層ができることがある（沈降逆転層）。
前線では、一般に上空の気温が高くなり逆転層が生じる（前線性逆転層）。

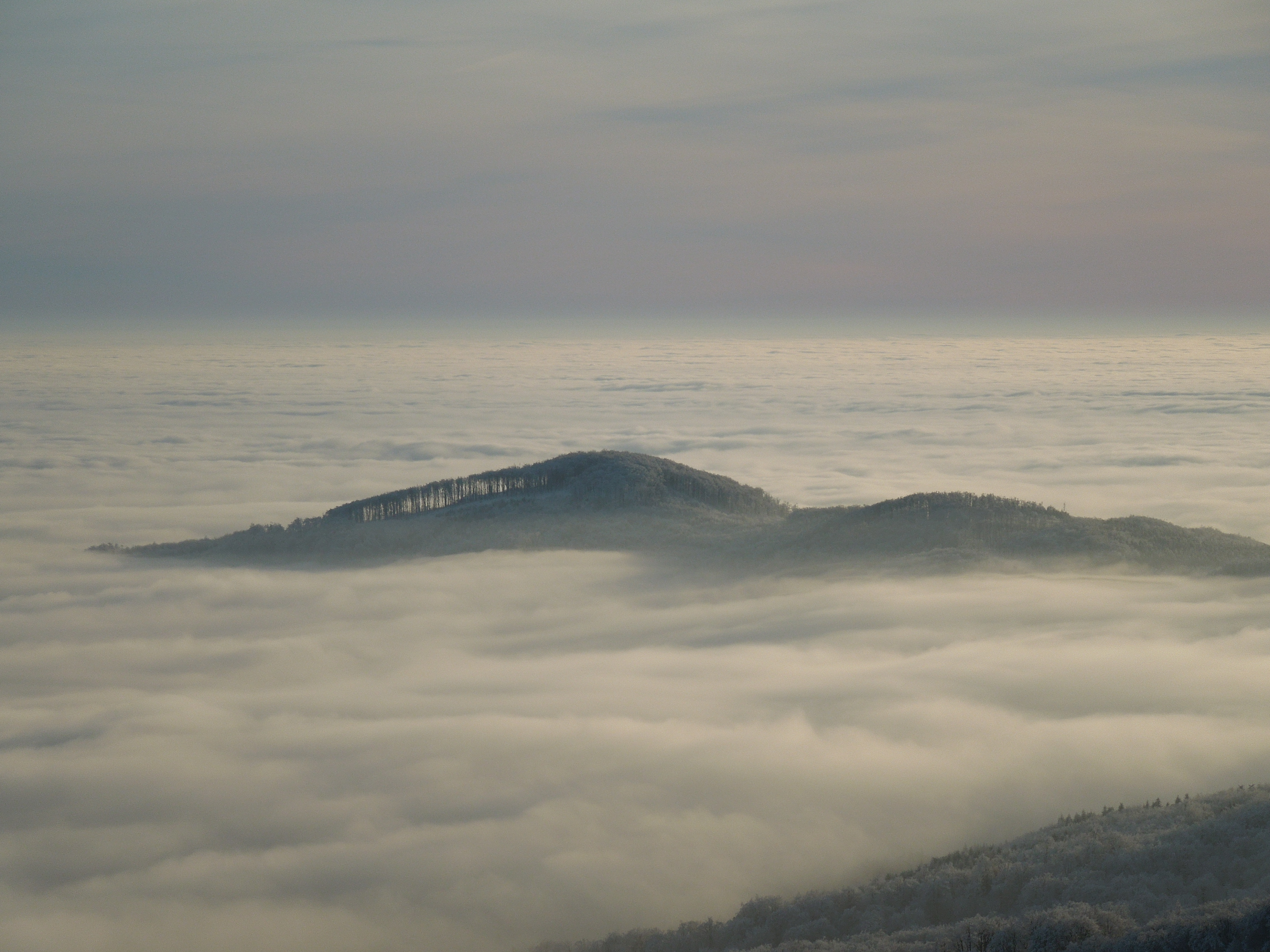
雲海の上面はふつう逆転層となっている
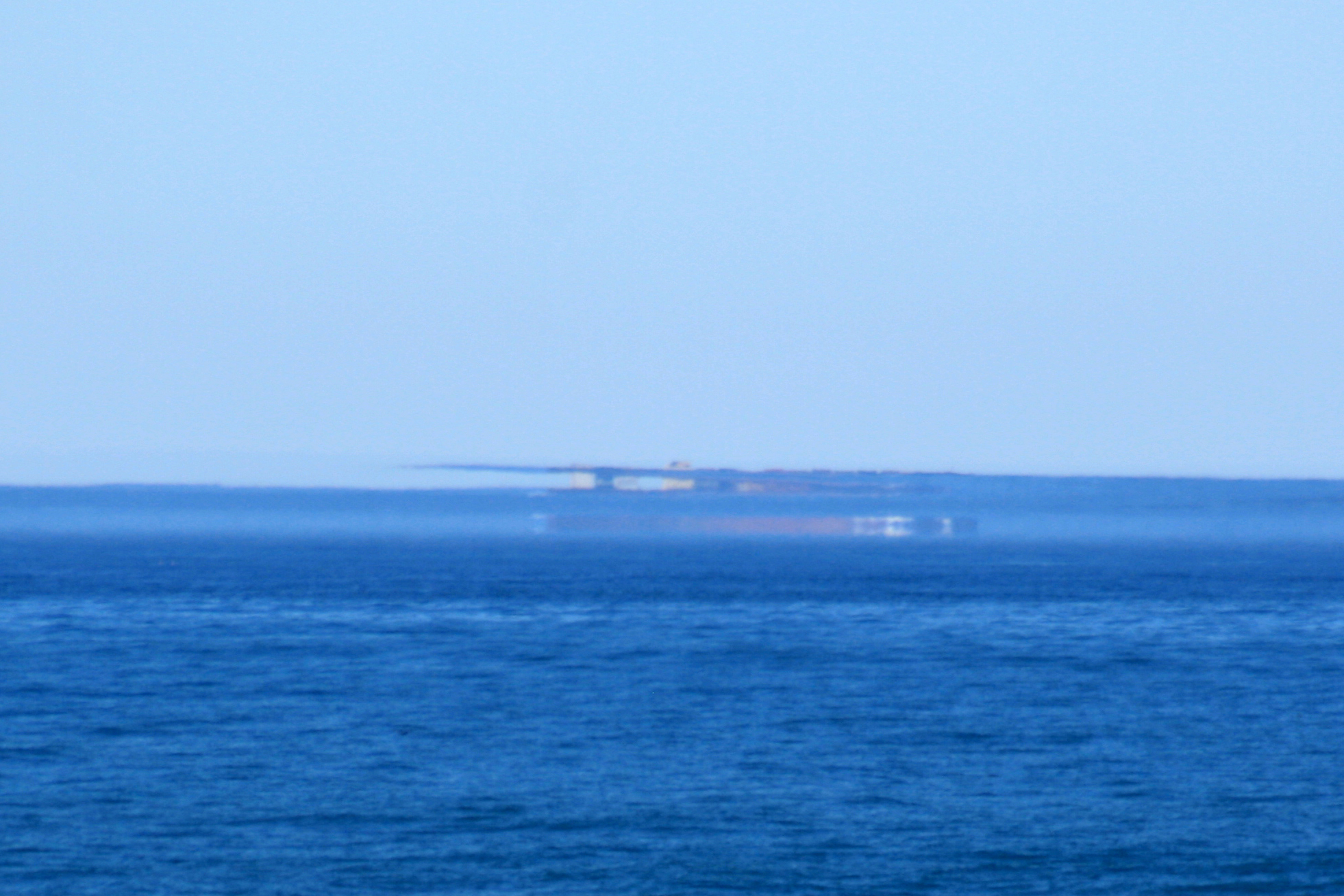
上位蜃気楼はふつう逆転層が原因となる
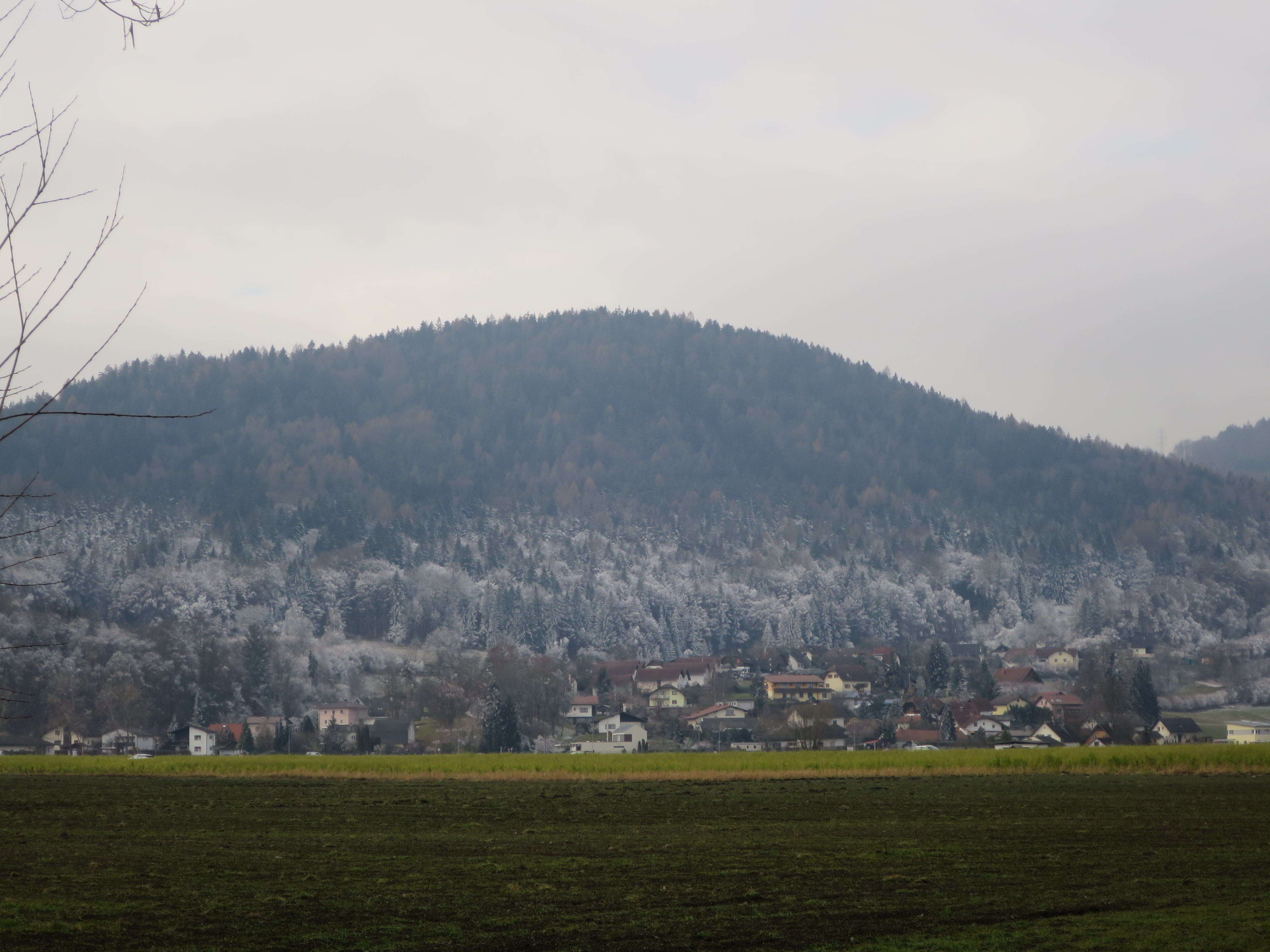
逆転層が原因と推定される山麓の霧氷
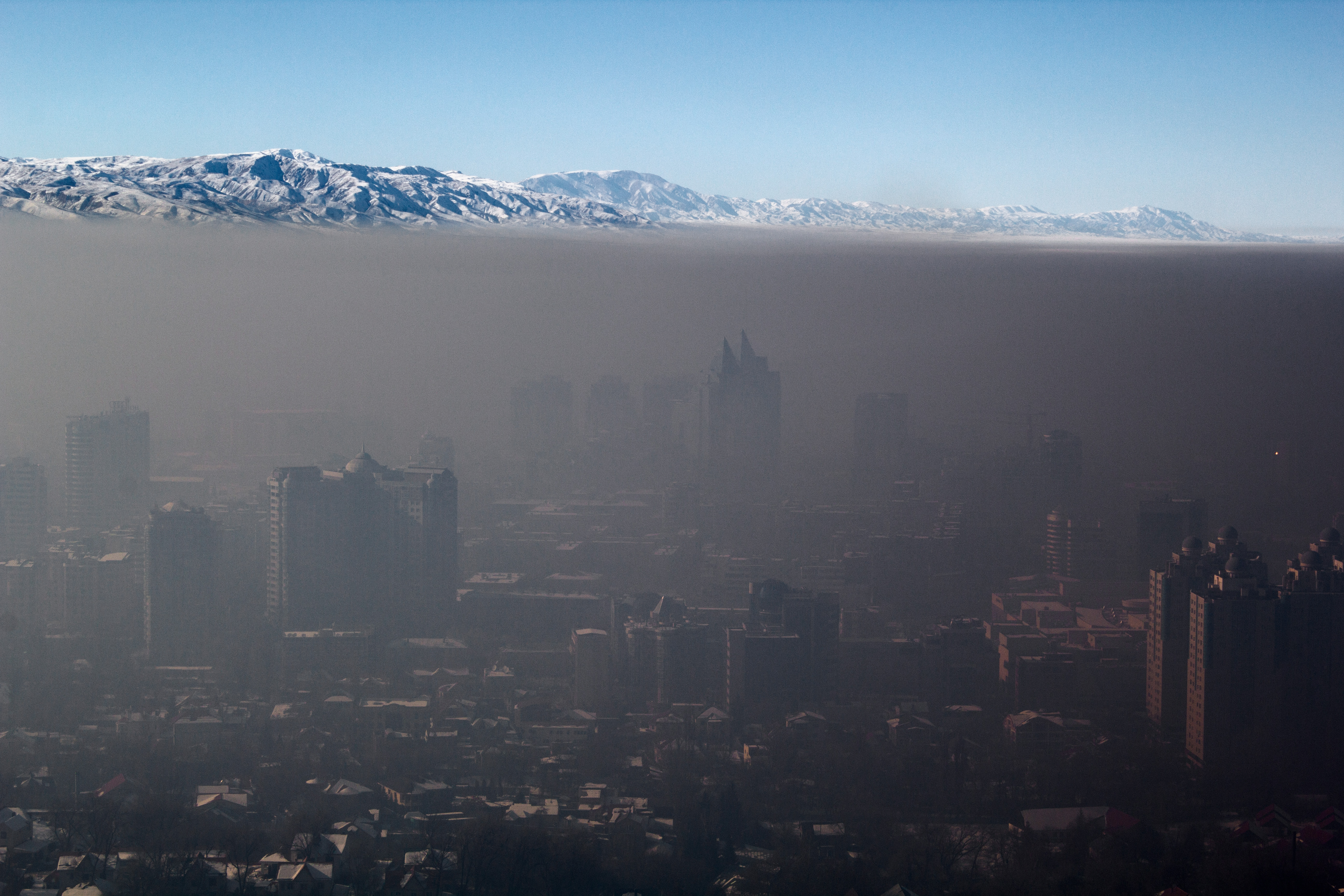
逆転層下で滞留する濃いスモッグに覆われた山間の都市（航空機から撮影、アルマトイ）
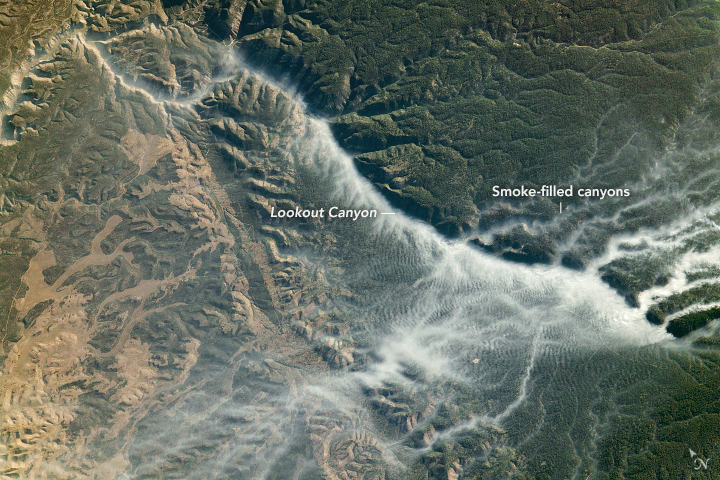
逆転層下で谷を埋める山火事の煙（宇宙から撮影）